# 冬が来る前に
「冬が来る前に」（ふゆがくるまえに）は、日本のフォーク・グループである紙ふうせんが、1977年11月にシングル・リリースしたフォークソング。作詞は紙ふうせんのメンバーである後藤悦治郎、作曲はそのバックバンドのベーシストであった浦野直。45万枚の売上を記録した、紙ふうせんの最大のヒット曲である。

## 解説
フォークグループの赤い鳥が1974年に解散した後、そのメンバーであった平山泰代と後藤の夫妻は、紙ふうせんを結成して地元である関西を中心に活動していた。紙ふうせんは1976年までにシングル4曲（「いかつり唄」、「ささぶね」、「別れの鐘」、「愛と自由を」）を発表したが、大きなヒットとはならず、グループの知名度も全国に浸透しているとはいえない状態であった。
この曲は、1976年11月につくられた。コンサートで演奏し、その反響もよかったことで、1年後の1977年11月にシングルとして発売された。
リードボーカルは平山が務め、別れた恋人のことを忘れられない気持ちを歌っている。曲はフォルクローレの雰囲気をもっている。
この曲は発売されるとラジオを中心にヒットとなり、翌1978年にはオリコンチャートで4位まで上昇した。TBS『ザ・ベストテン』にも出演（1978年3月9日）し、この曲によりグループの知名度は全国的となった。
「冬が来る前に」は日本の学校の音楽の教科書に掲載され、合唱曲の定番となっている。
また、タイアップとして
は大阪ガスのCMに起用された。

## 収録曲
1. 冬が来る前に
作詞：後藤悦治郎／作曲：浦野直／編曲：梅垣達志[3]
2. オー・プリーズ
作詞・作曲：後藤悦治郎／編曲：梅垣達志

## カバー
- 鈴木真仁 - 1998年のアルバム『「いちご白書」をもう一度』に、本楽曲のカバーを収録。
- ハロー!プロジェクト - 2002年のアルバム『FOLK SONGS 2』では、松浦亜弥と中澤裕子が本楽曲を歌唱[4]。
- 中森明菜 - 2008年のアルバム『フォーク・ソング〜歌姫抒情歌』に、本楽曲のカバーを収録[5]。
- ビリケン - 2013年10月30日に配信限定シングルとして本楽曲をカバー。